# Jean Charroppin
Jean Charroppin, homme politique français, né le 30 mai 1938 à Besançon (Doubs) et décédé le 6 octobre 2009 à Lons le Saunier.
Maire de Champagnole (Jura) de 1983 à 2008, il a été député de la 2e circonscription du Jura de 1986 à 2007. Il ne s'est pas représenté aux élections législatives de 2007. Il a été secrétaire départemental de l'UMP.
Il est le petit-neveu du docteur Philippe Grenier, député du Doubs en 1896.

## Mandats
- 14/03/1983 - 12/03/1989 : Maire de Champagnole (Jura)
- 02/04/1986 - 14/05/1988 : Député
- 13/06/1988 - 01/04/1993 : Député
- 24/03/1989 - 18/06/1995 : Maire de Champagnole (Jura)
- 02/04/1993 - 21/04/1997 : Député
- 25/06/1995 - 18/03/2001 : Maire de Champagnole (Jura)
- 01/06/1997 - 18/06/2002 : Député
- 09/06/2002 - 10/06/2007 : Député
- 2001 - 2008 : Maire de Champagnole (Jura)